# Engelse alant
De Engelse alant (Inula britannica) is een vaste plant die behoort tot de composietenfamilie (Compositae of Asteraceae). De plant komt van nature voor in Midden-Europa en West-Azië. Hij bloeit van juli tot september.

## Beschrijving
De plant wordt 15-90 cm hoog, vormt niet knolvormige, korte wortelstokken en heeft een meestal wollig behaarde stengel. Op de kruipende wortels kunnen nieuwe planten gevormd worden. De plant heeft niet glanzende, niet stijve stengelbladen en de netvormige nerven aan de bovenkant van het blad springen niet uit. De stengelbladeren zijn vooral onderaan wollig behaard. De onderste, zittende stengelbladeren hebben een steelachtig versmalde voet.
De heldergele, 2-5 cm grote bloemhoofdjes met lintvormige randbloemen en gele buisbloemen zijn opvallend. De stroschubben in het hoofdje ontbreken. De lintvormige randbloemen zijn tot 30 mm lang. De tot 3 mm brede omwindselbladen zijn lancet- of lijnvormig, waarbij de buitenste minder dan half zo lang zijn als de binnenste. De helmknoppen hebben aan de voet twee smalle aanhangsels. De vrucht is een 1-2 mm lang, behaard, lichtbruin nootje. De pappus bestaat uit een rij van vijftien tot vijfentwintig haren.

## Verspreiding
De plant komt hoofdzakelijk voor aan de oevers van rivieren en kanalen, op vochtige, open, verstoorde en voedselrijke grond. In Nederland vindt verspreiding vooral plaats doordat stromend water losgeslagen worteldelen verplaatst, de zaden blijken er weinig kiemkrachtig.